# Giuliana Lojodice
Giuliana Lojodice (Bari, 12 agosto 1940) è un'attrice italiana.

## Biografia

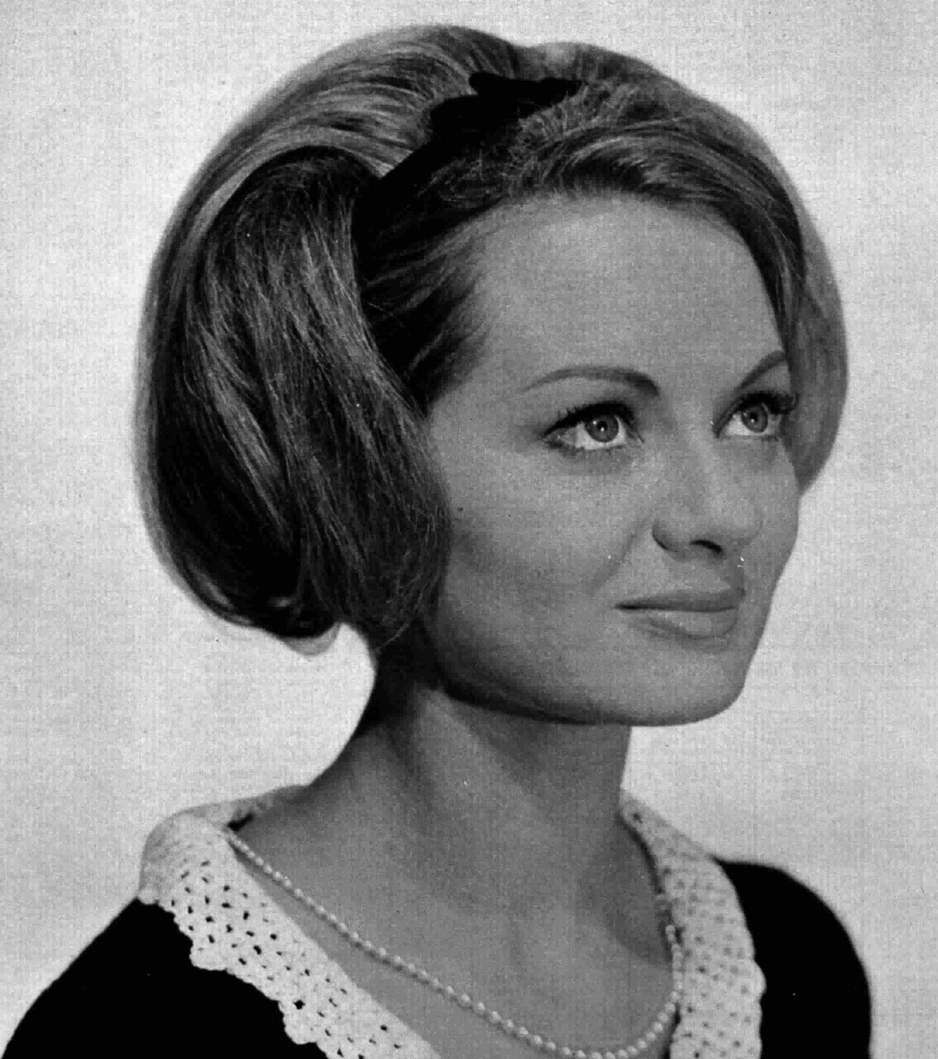
Giuliana Lojodice nel 1965

Nata a Bari, sorella della coreografa Leda Lojodice, all'età di sette anni si trasferì a Roma con i genitori e i fratelli, quando il padre, avvocato, ebbe la nomina a Direttore Generale dell'INAIL. A 16 anni si iscrisse all'Accademia Nazionale di Arte Drammatica "Silvio D'Amico" senza però poi terminarne i corsi. All'età di quattordici anni cominciò le audizioni in teatro e nel 1955 ebbe il suo esordio in un ruolo minore nel dramma in quattro atti di Arthur Miller, messo in scena da Luchino Visconti, Il crogiuolo. Nel 1958 debuttò in un ruolo di protagonista, sostituendo Monica Vitti, che aveva avuto dei contrasti con il regista Giacomo Vaccari, nel dramma televisivo L'imbroglio. Divenuta celebre soprattutto come attrice di teatro e di televisione, ha interpretato la parte della sfortunata prima fidanzata del protagonista (Warner Bentivegna) nello sceneggiato televisivo del 1962 Una tragedia americana, tratto dall'omonimo romanzo di Theodore Dreiser; nel 1964 ha condotto il Festival di Sanremo, con Mike Bongiorno, mentre fra le ultime interpretazioni sul piccolo schermo figura Perlasca - Un eroe italiano, sceneggiato diretto da Alberto Negrin.
Ha interpretato inoltre tre serie della rubrica di pubblicità televisiva Carosello: nel 1972 e 1973 come testimonial per il Lloyd Adriatico; nel 1974 e nel 1975, insieme ad Aroldo Tieri, per la Polenghi Lombardo e nel 1976, insieme a Jacques Stany e Franco Angrisano per i salumi Vismara. Ha partecipato a pochi film, alcuni dei quali tuttavia famosissimi, tra cui La vita è bella di Roberto Benigni, Fuori dal mondo di Giuseppe Piccioni e Il ricco, il povero e il maggiordomo di Aldo, Giovanni e Giacomo e Morgan Bertacca. Nel 2004 ha prestato la voce al "Sogno" nei tour Cattura il sogno e Il sogno continua... di Renato Zero, e ha ricevuto il premio Gassman speciale per meriti artistici.

## Vita privata
Dopo una relazione sentimentale con l'attore-regista Leopoldo Trieste, ha sposato nel 1960 l'attore e impresario Mario Chiocchio (1927-2017) da cui ha avuto due figli. Dopo la fine di questa relazione, si è risposata nel 1989 con l'attore Aroldo Tieri (1917-2006) suo compagno anche sulla scena.

## Filmografia

### Cinema
- I terribili 7, regia di Raffaello Matarazzo (1963)
- Il giovedì, regia di Dino Risi (1964)
- Il morbidone, regia di Massimo Franciosa (1965)
- Riusciranno i nostri eroi a ritrovare l'amico misteriosamente scomparso in Africa?, regia di Ettore Scola (1968)
- La vita è bella, regia di Roberto Benigni (1997)
- Fuori dal mondo, regia di Giuseppe Piccioni (1999)
- Riconciliati, regia di Rosalía Polizzi (2001)
- Il mare, non c'è paragone, regia di Eduardo Tartaglia (2002)
- Una piccola impresa meridionale, regia di Rocco Papaleo (2013)
- Il ricco, il povero e il maggiordomo, regia di Aldo, Giovanni e Giacomo e Morgan Bertacca (2014)
- I cassamortari, regia di Claudio Amendola (2022)
- L'età giusta, regia di Alessio Di Cosimo (2023)

#### Prosa teatrale
- Il gabbiano di Anton Čechov, regia di Mario Ferrero, trasmesso il 1º luglio 1960.
- Racconti dell'Italia di ieri - Terno secco – film TV (1961)
- Una tragedia americana, regia di Anton Giulio Majano – miniserie TV, 4 episodi (1962)
- Un Ispettore in casa Birling di John Boynton Priestley, regia di Anton Giulio Majano, trasmessa il 4 ottobre 1962.
- Peppino Girella, regia di Eduardo De Filippo – sceneggiato TV, 6 episodi (1963)
- Oblomov, regia di Claudio Fino – miniserie TV, 4 episodi (1966)
- Il conte di Montecristo, regia di Edmo Fenoglio – miniserie TV, 8 episodi (1966)
- L'affare Kubinsky di László Fodor e László Lakatos, regia di Giuseppe Di Martino, trasmessa dalla Rai il 3 febbraio 1967.
- Leocadia – film TV (1967)
- Sheridan, squadra omicidi, regia di Leonardo Cortese – miniserie TV, episodio Paura delle bambole (1967)
- Non ti conosco più di Aldo De Benedetti, regia di Davide Montemurri, trasmessa il 16 marzo 1969.
- Giocando a golf una mattina, regia di Daniele D'Anza – sceneggiato TV, 6 episodi (1969)
- Qualcuno bussa alla porta, registi vari – sceneggiato TV, 1 episodio (1971)
- Un caso clinico di Dino Buzzati, regia di Massimo Franciosa, trasmesso il 4 febbraio 1972.
- La donna dai capelli rossi di Sam Locke e Paul Roberts, regia di Giuliana Berlinguer, trasmessa il 19 maggio 1972.
- Il caso Pinedus di Paolo Levi, regia di Maurizio Scaparro, trasmesso il 13 ottobre 1972.
- Il signore e la signora Barbablù di Gerald Vernier, regia di Guglielmo Morandi, trasmesso dal Secondo Programma il 15 giugno 1973.
- L'amico delle donne, regia di Davide Montemurri – film TV (1975)

#### Serie
- Perlasca - Un eroe italiano, regia di Alberto Negrin – miniserie TV, 2 episodi (2002)
- Cinecittà – serie TV (2003)
- Exodus - Il sogno di Ada, regia di Gianluigi Calderone – miniserie TV, 2 episodi (2007)
- L'isola dei segreti - Korè, regia di Ricky Tognazzi – miniserie TV, 4 episodi (2009)
- I Cesaroni – serie TV (2012)
- Purché finisca bene – serie TV, 1 episodio (2014)

## Programmi tv
- Festival di Sanremo (Programma Nazionale, 1964)
- Il guazzabuglio, regia di Enzo Trapani (Rete 1, 1977)

## Doppiaggio

### Cinema
- Barbara O'Neil in Via col vento (riedizione Rai)
- Magda Konopka in Satanik
- Suzanne Bertish in La commedia degli errori
- Abbe Lane in  Il mio amico Jekyll
- Joyce Van Patten in This Must Be the Place
- Maureen Connell I Il mostruoso uomo delle nevi
- Robin Pearson Rose in Una pazza vacanza di Natale
- Masumi Harakawa in L'amore scotta a Yokohama
- Mara Berni in Il vigile
- Nieves Navarro in Una pistola per Ringo
- Voce narrante in Il pranzo di Babette

### Televisione
- Joyce Gordon in Beautiful Girl
- Hannelore Elsner in Guerra e pace
- Marsha Fiztalan in Licenza di scrivere
- Gudrun Landgrebe in Passione proibita
- Wendy Hiller in Riccardo II (riedizione 2012)

## Prosa teatrale
- La fastidiosa di Franco Brusati, regia di José Quaglio (1965-1966)
- Leocadia di Jean Anouilh, regia di Mario Ferrero (1967)
- Copenhagen di Michael Frayn, regia di Mauro Avogadro (1999)
- Danza macabra di August Strindberg, regia di Armando Pugliese (2002)
- Il malinteso di Albert Camus, regia di Pietro Carriglio (2008)
- La professione della signora Warren di George Bernard Shaw, regia di Giancarlo Sepe (2014-2015)

## Riconoscimenti e premi
- Ciak d'oro
  - 1999 - Migliore attrice non protagonista per Fuori dal mondo
- Premio Hystrio 1995 - Videoteatro
- Premio Flaiano Sezione teatro[3]
  - 1997: Alla carriera